# NGC 3299
NGC 3299 ist eine Balken-Spiralgalaxie vom Hubble-Typ SBdm im Sternbild Löwe nördlich der Ekliptik. Sie ist schätzungsweise 24 Millionen Lichtjahre von der Milchstraße entfernt und hat einen Durchmesser von etwa 25.000 Lichtjahren. Vom Sonnensystem aus entfernt sich das Objekt mit einer errechneten Radialgeschwindigkeit von näherungsweise 640 Kilometern pro Sekunde. 
Mit NGC 3306 und PGC 31526 ist sie im Katalog Karachentseva Isolated Triplets of Galaxies als KTG 30 aufgeführt und gilt als Teil der zwölf Mitglieder zählenden Lyons Groups of Galaxies LGG 217 um Messier 96.
Das Objekt wurde am 19. März 1784 von Wilhelm Herschel entdeckt.